# Onyx (DC Comics)
Pour les articles homonymes, voir Onyx.
Onyx  est un personnage de fiction créé par Joey Cavalieri et Jerome Moore dans Detective Comics #546 en 1985.

## Biographie fictive
Onyx est une experte en arts martiaux qui a commencé sa carrière comme membre de la Ligue des Assassins. Par la suite, elle a quitté la ligne pour devenir une héroïne. Par le passé, elle a aidé d'autres héros comme Green Arrow, Black Canary et Wonder Woman
Récemment, Batman lui a confié la mission garde du corps d'Orpheus. Par la suite, elle a affronté le dangereux Red Hood dans un entrepôt.

## Œuvres où le personnage apparaît

### Comics
- 2005 : L’Énigme de Red Hood (Under The Red Hood). Contient Batman 1 #635-641 et #645-650

### Films
- Batman : Mauvais Sang (Jay Oliva, 2016)